# Sudkov
Sudkov (niem. Zautke) – gmina w Czechach, w powiecie Šumperk, w kraju ołomunieckim. Według danych z dnia 1 stycznia 2012 liczyła 1118 mieszkańców.
Położona jest nad rzeką Desną.